# Arne Welander
Per Arne Welander, född 18 april 1906 i Böda församling i Kalmar län, död 26 maj 1970 i Saltsjöbadens församling i Stockholms län, var en svensk militär.

## Biografi
Welander avlade studentexamen i Östersund 1924. Han avlade officersexamen vid Krigsskolan 1926 och utnämndes samma år till fänrik vid Norrlands artilleriregemente, där han befordrades till underlöjtnant 1928 och löjtnant 1931. Han gick Allmänna artillerikursen vid Artilleri- och ingenjörhögskolan (AIHS) 1928–1930 och Högre artillerikursen där 1930–1932 samt idkade studier vid Kungliga Tekniska högskolan i Stockholm 1935–1936. Han tjänstgjorde i Kontrollkontoret vid Tygdepartementet i Arméförvaltningen 1937–1943, befordrades till kapten vid Fälttygkåren 1938, var biträdande lärare i skjutlära och materiellära vid AIHS 1941–1943 och försvarsattaché vid ambassaden i Bern 1943–1946. År 1944 befordrades han till major i luftvärnet. Han inträdde i reserven 1946 och var 1947–1953 verkställande direktör för Trädgård & Co. Åren 1954–1966 var han inköpsdirektör och chef för Inköpsavdelningen vid Armétygförvaltningen (1964 namnändrad till Arméförvaltningen).
Welander var från 1945 adjutant hos Hans Majestät Konungen.

## Utmärkelser
- Riddare av Svärdsorden, 1946.[14]
- Riddare av Vasaorden, 1955.[15]
- Kommendör av Nordstjärneorden, den 22 november 1965.[16]
- GV:sJmtII, OffFrHL, OffBLeopII:sO[2] och GVIA Mm.[17]